# Музеј афричке уметности (Београд)
Музеј афричке уметности — збирка Веде и др Здравка Печара (МАУ) је музеј у београдском насељу Сењак, на територији општине Савски венац, отворен 23. маја 1977. године. У питању је први и једини музеј у југоисточној Европи који је посвећен искључиво културама и уметностима Африке. Налази се на Топчидерском брду у улици Андре Николића бр. 14, а састоји се од сталне поставке коју чини готово хиљаду предмета са простора западне Африке.
Музеј је настао је од збирке оригиналних уметничких предмета које су, током свог дугогодишњег боравка у Африци сакупили брачни пар Веда Загорац и др Здравко Печар и за које су добили писмену дозволу о изношењу из држава Африке, а поклонили су је граду Београду 1974. године. Изградњу зграде је омогућила Скупштина града Београда. Колекцију чине религијски магијски, украсни и употребни предмети од дрвета, бронзе, текстила, камена, керамике као што су маске, склуптуре од бронзе и дрвета, затим тканине, накит, музички инструменти итд.

## Оснивање музеја
Према Здравку Печару, идеју о отварању музеја на основу њихове колекције добила је Веда Загорац. „Она је тежила формирању репрезентативне збирке која би била груписана на једном месту и приказана у целини.” Од 1974. године, збирка Печар била је део фонда Етнографског музеја у Београду, а приликом издвајања из тог фонда, након трагања Печаревих за адекватним местом за оснивање посебне музејске установе у Ровињу и Загребу, Скупштина града Београда донела је одлуку да за потребе новог музеја уступи дотадашњи атеље Моше Пијаде, Зоре Петровић и Бошка Карановића у Улици Андре Николића 14. Изградња према пројекту архитекте Слободана Илића је започета у јуну 1975. године, а завршена је без кашњења у септембру 1976.

Музеј је отворен за публику 23. маја 1977. године као један од догађаја који славе четрдесетпетогодишњицу Титовог вођења Комунистичке партије Југославије. Приликом отварања, присутнима су се обратили Јелена Аранђеловић Лазић, етнолошкиња и прва директорка Музеја, и Живорад Ковачевић, председник Скупштине града Београда, а том приликом је изјављено:
Отварање Музеја афричке уметности представља за наш град крупан културни догађај, који има и шири друштвени и политички значај. Музеј посвећен уметничком стваралаштву народа афричког континента створили су пријатељство, искрена љубав према народима овог света и одушевљење за снагу њиховог уметничког израза... Иако географски удаљен, то је нама близак свет, који је, као и ми, данас више загледан у будућност него у прошлост, који је заљубљен у своју тешко извојевану слободу. Овај Музеј биће симбол времена у коме је покрет несврставања створио нови дух у политичким односима међу народима и нови однос у вредновању уметничких домета народног стваралаштва.
Иако су активно учествовали у свим фазама остваривања овог великог пројекта, свечаном отварању Веда Загорац и Здравко Печар нису присуствовали због тога што је Печар у том тренутку вршио дужност амбасадора Југославије у Гани.

## Зграда музеја
Као једна од ретких београдских грађевина које су пројектоване за музејске намене, зграда музеја сведочи о динамичној и слојевитој историји, јер је настала адаптацијом и проширивањем некадашњег атељеа, наменски грађеног за југословенског државника и уметника Мошу Пијаде, који су користили и Зора Петровић и Бошко Карановић.
Приликом изградње музеја, један од услова био је да се постојећи атеље на плацу уклопи у контекст зграде. Успешно инкорпорирајући атеље, оригинална зграда из 1976. године имала је травнати кров и лантерне које су пропуштале светло на сталну поставку. Одликовала ју је употреба натур бетона као архитектонског елемента.

Посебна пажња била је посвећена решењу улаза у музеј, који јесте монументалан, али није наметљив, и због тога „одступа од свих наших класичних представа о музејским здањима тешке монументалности.” Управо из тог разлога, у тадашњој штампи објављен је следећи утисак о овој музејској згради:
Пројектант, архитекта Слободан Илић, желео је да ово не буде уобичајени музеј: да у њега не долазе само ученици с наставницима уметности и људи којима је уметност животни позив. Зато је, уместо китњастог вишеспратног здања, изабрао приземни павиљон, који ће бити ту не да човеку буде наметнут, већ подређен.
Зграда је знатно промењена 1989. године изградњом куполе на првом спрату, према пројекту архитекте Слободана Милићевића. Изградњом куполе су затворене лантерне над централним делом поставке, а она је у почетку била покривена теголом, али је то промењено бакарним кровом чиме је измењен изглед зграде. Архитектура куполе за разлику од прве адаптације, која припада касномодерној, бетонско-скулпторалној и експресивној архитектури, више је део постмодернистичких тенденција у архитектури. Друга адаптација зграде музеја реализована је промишљањем контекста и духа места с поштовањем према постојећој околини, као и приликом прве адаптације.

## Стална поставка
Дизајн сталне поставке поручен је као допуна планирању зграде. Архитекти Слободан Машић и Савета Машић су дизајнирали витрине и целокупни ентеријер, док је ауторка концепта сталне поставке Јелена Аранђеловић-Лазић. Целокупан дизајн сталне поставке Музеја изразито је модернистички, као и првобитна зграда. Експонати су изложени по географским и етничким целинама, уз едукативне легенде и фотографије које приказују употребу предмета у одређеном контексту.
Стална поставка музеја представља традиционалне уметности заједница Западне Африке и чине је аутентични предмети који припадају културама народа Бамбара, Догон, Марка, Малинке, Моси, Бобо, Киси, Бага, Дан, Гере, Сенуфо, Бауле и Ашанти.
На сталној поставци изложени су предмети који долазе претежно из:
- Малиа
- Гвинеје
- Сенегала
- Обале Слоноваче
- Гане
- Тогоа
- Бенина
- Камеруна
- Нигерије

С обзиром на то да је Југославија била једна од главних земаља оснивачица Покрета несврстаних, фонд Музеја афричке уметности је наставио да се увећава прилозима нових дародаваца. Изузимајући збирку Печара и Загорац која је бројала неких 1200 примерака, међу додатне експонате су поклањали колекционари, путници, дипломате, уметници и истраживачи. Док су на сталној поставци оригинални предмети Здравка Печара и Веде Загорац, предмети из других збирки се излажу у малој изложбеној сали музеја у оквиру привремених тематских изложби.

## Мисија музеја
Од оснивања и отварања за јавност 1977. године, мисија Музеја афричке уметности - збирка Веде и др Здравка Печара је да:
- прикупља, чува и излаже артефакте афричке културе и уметности
- популарише и шири знања о традиционалном и савременом културном и уметничком стваралаштву Африке и афричке дијаспоре
- подстиче вредновање и разумевање уметности, историје и наслеђа Африке, и развија поштовање за Африку, њене народе и за утицај афричког стваралаштва на светску уметност
- развија свест о културном диверзитету, отварајући простор за мултикултурални дијалог између заједница[11]

## Изложбена и издавачка делатност
Изложбена делатност у малој сали музеја је динамична и активна. У њој се излажу предмети различитих збирки из фонда, али и оних гостујућих домаћих и иностраних. Током претходних година, теме изложби били су афрички мурали, бронзана скулптура, савремене фотографије које се баве афричким фризурама, афричка тиква калабаш, али и радови који приказују савремене теоријске токове попут изложбе камерунског уметника Бартелеми Тогоа или глобалне, друштвене феномене попут миграција које је представила изложба „Граница је затворена.” Изложбена делатност музеја је такође визуелизована изабраним мотивима са тематских изложби ликовном радионицом „Атеље под ведрим небом” у којој су учествовали студенти Факултета ликовних уметности и осликавали бетонске фасаде зграде музеја.
Сваку тематску, привремену изложбу прати изложбени каталог посвећен истраживачкој теми изложбе. Издавачку делатност одликује и повремено издавање публикација које се баве афричким културама и уметностима, а нису повезане са изложбама. Музеј објављује часопис „Африка”, а објавио и неколико електронских издања, међу којима се налази и докторска дисертација теоретичарке уметности Ане Сладојевић „Музеј афричке уметности: Контексти и презентације”.

## Едукација и анимација у музеју
Музеј афричке уметности има различите програме анимације и едукације који су прилагођени узрастима и интересовањима посетилаца. Међу њима се издвајају вишегодишњи програми попут „Недеље у МАУ” паралелног едукативно-креативног програма за децу и одрасле, језичких радионица „Swahili”, програма „Практикум” за студенте Филозофског факултета, ликовног конкурса за децу и младе, радионица током распуста за средњошколце и старије основце.

### Афро фестивал
Музеју организује и Афро фестивал сваке године. Он је први пут одржан 1997. године поводом обележавања јубилеја - двадесет година Музеја афричке уметности. Фестивал је најављен као прва мултикултурна манифестација ове врсте у Југославији. Уз учешће стручњака, предавача, професора, студената и пријатеља музеја се организују изложбе и предавања, пројекције слајдова и филмског материјала о уметности и културама Африке, музичке, плесне и ликовне радионице, као и јавна вођења.
Поред тога, фестивал има и музички програм. Међу гостима и извођачима Афро фестивала се налазе звезде светске музике: Стела Рамбисаи Ћивеше, светски позната уметница на мбири из Зимбабвеа, Хабиб Коате и група Бамада, уметници из Малија, група Вершки да Корешки, која у области светске музике (world music) спаја индијски и афрички звук, затим Тунде Комолафе, извођач традиционалних плесова из Нигерије, као и Кемо Сундиулу Сисоко, музичар на традиционалним инструментима из Сенегала.
Најзначајнији дан Фестивала је Дурбар, и има значење „Фестивал фестивала”, дан пријатељства, музике и плеса. Учешћем афричких амбасада у Београду се током овог дана у башти музеја приказују афричка музика, плес, уметност и занати. Уз љубазну подршку афричке дипломатске заједнице у Београду посетиоцима се пружа могућност да уживају у кулинарским специјалитетима из различитих крајева Африке, рњ и погледају уметничке и занатске производње попут тканина, накита, тепиха и других рукотворина

## Галерија
- Музеј афричке уметности, тканине филафани, народ Сенуфо, Обала Слоноваче
- Музеј афричке уметности, маске Ђивара, народ Бамбара, Мали
- Музеј афричке уметности, употребни предмети од калабаша
- Музеј афричке уметности, пар предака, народ Сенуфо, Обала Слоноваче
- Музеј афричке уметности, краљевска тканина народа Фон, Бенин (Дахомеј)
- Музеј афричке уметности, скулптура птице, народ Сенуфо, Обала Слоноваче
- Музеј афричке уметности, маска бљувач ватре, народ Сенуфо, Обала Слоноваче
- Музеј афричке уметности, Афричка харфа - кора
- Музеј афричке уметности, маска Канага, народ Догон, Мали
- Ђивара маска, представљена у пуном облику, са телом мравоједа, главом антилопе и лицем човека.
- Музеј афричке уметности, башта
- Музеј афричке уметности, сидро у башти
- Музеј афричке уметности, са сталне поставке
- Музеј афричке уметности, предмети народа Догон
- Музеј афричке уметности, улаз, мурали
- Ритуална маска
- Ритуална маска